# Simple Man
«Simple Man» es una power ballad de la banda estadounidense Lynyrd Skynyrd de su álbum debut de 1973. Es una de las canciones más populares de la banda. Desde que está disponible su descarga digital, se ha convertido en la tercera canción más descargada de Skynyrd, detrás de "Sweet Home Alabama" y "Free Bird". Ha vendido 1 333 000 copias en los Estados Unidos hasta noviembre de 2013.

## Versiones
La banda Deftones grabó un cover de la canción, la cual aparece en dos de sus álbumes: B-Sides & Rarities (2005) y Covers (2011). También realizó una versión la banda Shinedown en su álbum Leave a Whisper.
La banda chilena de stoner rock Hielo Negro grabó una adaptación al español llamada "Hombre sencillo" y aparece en el disco Patagonia Rock (2003).

## Personal
- Guitarra: Gary Rossington
- Bajo: Ed King
- Órgano: Al Kooper
- Teclado: Billy Powell
- Voz: Ronnie Van Zant
- Batería: Bob Burns
- Guitarra: Allen Collins